# Final Hours at Hammersmith
Final Hours at Hammersmith è un doppio album live dei Funeral for a Friend, registrato in occasione dell'ultimo concerto del tour in supporto ad Hours, effettuato il 4 giugno 2006 presso il Hammersmith Palais di Londra. Ne sono state prodotte solo 1000 copie, di cui 50 autografate dalla band.

## Tracce
Disco 1
1. This Year's Most Open Heartbreak/Roses for the Dead – 7:18
2. Juneau – 4:30
3. The End of Nothing – 4:42
4. Bullet Theory – 3:41
5. Recovery – 3:27
6. 10:45 Amsterdam Conversations – 4:42
7. Red Is the New Black – 6:36

Disco 2
1. Rookie of the Year – 4:59
2. All the Rage (con Charlie Simpson) – 3:48
3. History – 6:27
4. She Drove Me to Daytime Television – 4:45
5. The Art of American Football – 2:40
6. Streetcar – 4:54
7. Escape Artists Never Die – 6:30

## Formazione
- Matthew Davies-Kreye - voce
- Kris Coombs-Roberts - chitarra
- Darran Smith - chitarra
- Gareth Ellis-Davies - basso
- Ryan Richards - batteria, voce